# Erik van Loo
Erik Wilhelmus Johannes van Loo (Heerlen, 12 maart 1964) is een Nederlands chef-kok en eigenaar van restaurant Parkheuvel te Rotterdam, dat sinds 2009 twee Michelinsterren heeft. 

## Carrière

### Jonge jaren
Van Loo groeide op als slagerszoon in het Zuid-Limburgse dorp Mechelen. Hij volgde de opleiding HORECA aan de Pastoor Jacobs school in Sittard. Op 16-jarige leeftijd begon hij als leerling-kok bij Restaurant La Bonne Auberge in Slenaken. In de daaropvolgende jaren werkt de jonge Van Loo onder andere op een cruiseschip, als keukenhulp in sterrenzaak Truite d'Or. Grotere verantwoordelijkheden komen in 1984 als hij aan de slag gaat als Chef Entremtier bij Restaurant Gala in het Duitse Aken en Restaurant Prinses Juliana te Valkenburg, beide onderscheiden met twee Michelinsterren.

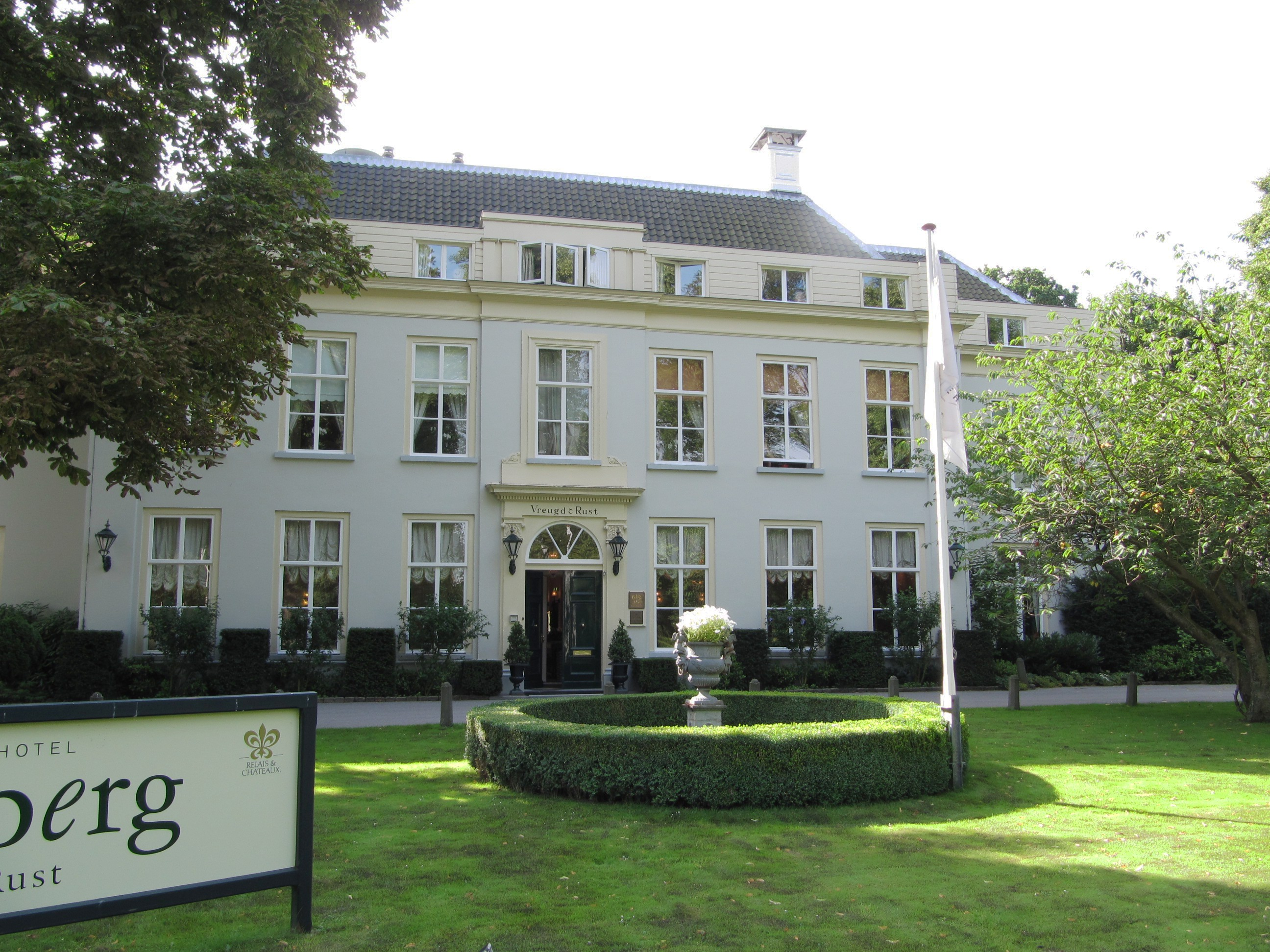
Restaurant Vreugd en Rust in Voorburg.

### Michelinsterren
Op 1 maart 1989 gaat Erik van Loo aan de slag bij Vreugd en Rust in Voorburg. Onder de vleugels van chef-kok Henk Savelberg ontwikkelt Van Loo zich tot een volwaardige chef. In 1990 wordt het restaurant onderscheiden met één Michelinster. Na vier jaar maakt Van Loo de overstap van Voorburg naar Wijk bij Duurstede. Hij gaat aan de slag bij het gelijknamige restaurant Duurstede, deze gerenommeerde zaak had sinds 1977 één Michelinster. Erik van Loo weet bij zijn aantreden de ster te behouden en blijft twee jaar aan tot het faillissement in 1995.
Daarna wordt Van Loo aangetrokken door Cees Wiltschut om chef-kok te worden van het historische restaurant De Zwethheul in Zweth. Hij weet de Michelinster die het restaurant al had te behouden. In 2005 ontvangt de Limburgse kok een tweede ster.

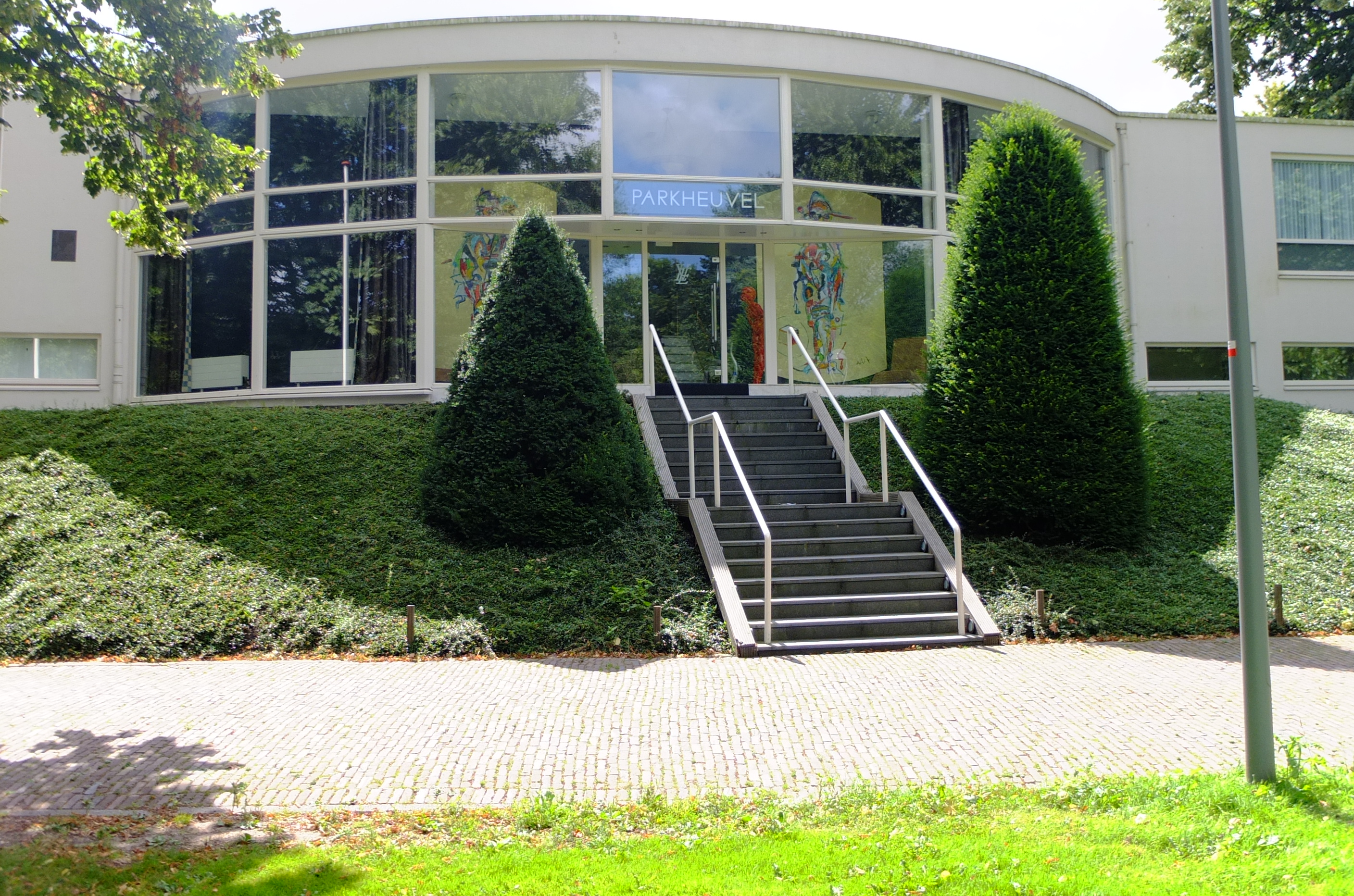
De entree van Parkheuvel in Rotterdam, ontworpen door Henk Klunder.

### Parkheuvel
In april 2006 is bekendgemaakt dat Erik van Loo, Restaurant Parkheuvel over zal nemen van Cees Helder. De eigenaar van De Zwethheul Cees Wiltschut werd verrast door het vertrek van zijn culinaire meester. Wiltschut vond snel een nieuwe chef-kok, namelijk Mario Ridder, de voormalig sous-chef van Parkheuvel.
Op 1 juni 2006 nam chef-kok Erik van Loo, Parkheuvel officieel over. Zijn vrouw Anja, die al eerder in de horeca had gewerkt, zegt haar baan in de mode op om in de bediening van het Parkheuvel aan de slag te gaan. Na de overname konden de drie sterren van Helder in Parkheuvel niet worden behouden; Van Loo kreeg in de gids voor 2007 één ster, vanaf 2009 kreeg Parkheuvel wederom twee sterren.

## Kookstijl
De keuken van Van Loo is klassiek Frans met een moderne presentatie. Een specialiteit van Van Loo is de ravioli van Bressekip met gebakken langoustines.